# Sphaerophoria kozlovi
Sphaerophoria kozlovi är en tvåvingeart som beskrevs av Violovitsh 1976. Sphaerophoria kozlovi ingår i släktet sländblomflugor, och familjen blomflugor.
Artens utbredningsområde är Mongoliet. Inga underarter finns listade i Catalogue of Life.